# روفوس إس. براتون
روفوس إس. براتون (بالإنجليزية: Rufus S. Bratton)‏ هو عسكري أمريكي، ولد في 5 سبتمبر 1892 في يورك في الولايات المتحدة، وتوفي في 19 مارس 1958 في هونولولو في الولايات المتحدة.